# Вольфрам, Стивен
Стивен Вольфрам (англ. Stephen Wolfram, род. 29 августа 1959, Лондон) — британский физик, математик, программист и писатель. Разработчик системы компьютерной алгебры Mathematica и системы извлечения знаний WolframAlpha.

## Биография
Родился в семье еврейских беженцев, эмигрировавших из Вестфалии в Англию в 1933 году. Его отец, Хьюго Вольфрам (1925—2015) — литератор и управляющий компанией Lurex (производитель Люрекса), а мать, Сибилл Вольфрам (урождённая Миш, 1931—1993), была профессором философии в Оксфордском университете. Внук психоаналитика Кейт Фридлендер (урождённой Франкл, 1902—1949). У Стивена есть младший брат Конрад, специалист в области информационных технологий и директор по международным отношениям и стратегическому развитию в компании брата.
За невероятные успехи в образовании юного вундеркинда в детстве часто называли «маленьким Эйнштейном». Образование он получил в Итонском колледже. В возрасте 15 лет опубликовал статью о физике элементарных частиц, в 17 лет поступил в Оксфордский университет, где в колледже Святого Джона начинает исследования в физике. Через год опубликовал свою широко процитированную работу по рождению тяжелых кварков.
С 1978 года свои исследования Вольфрам продолжает в Калифорнийском технологическом институте. Здесь он впервые рассматривает связь между космологией и физикой элементарных частиц, а позже занимается теорией сильных взаимодействий и клеточным автоматом. В 1979 году он получил докторскую степень (PhD).
С 1979 по 1981 год руководил в университете разработкой системы компьютерной алгебры SMP (Symbolic Manipulation Program, предшественник Mathematica), однако из-за споров об интеллектуальной собственности, связанных с SMP, он оставил университет.
В 1983 году он устроился на работу в Институт перспективных исследований, где работал над моделью клеточных автоматов, которую применял в криптографии и гидродинамике. С 1986 года он работает в Иллинойсском университете в Урбана-Шампейн, где и началось развитие системы Mathematica, опубликованной в июне 1988 года, а также первый выпуск его журнала «Сложные системы» (Complex Systems).
В 1987 году он основал компанию Wolfram Research в Шампейне, Иллинойс, занимающуюся выпуском программного обеспечения, президентом которой является и по сей день.
Работы Вольфрама в физике элементарных частиц, космологии и информатике принесли ему одну из первых наград — «грант для гения» от фонда Макартуров. А его работа с Джеффри Фокс в квантовой хромодинамике до сих пор используется в экспериментальной физике частиц.
В 2002 году вышла его книга «Новый вид науки», результат более чем десятилетней плодотворной работы, которая быстро стала бестселлером.
В марте 2009 года в своём блоге он объявил о запуске базы знаний и набора вычислительных алгоритмов WolframAlpha. В свободном доступе с 16 мая 2009 года. В том же году получил премию Фридриха Людвига Бауэра в Мюнхенском техническом университете.
Женат, отец четверых детей.